# محمود إمام نصر
الدكتور محمود امام نصر هو مؤسس معهد بحوث الهندسة الوراثية والتكنولوجيا الحيوية، والحاصل علي جائزة الابداع العلمي لعام 2004 ، وجائزة الدولة التقديرية لعام 2006، وجائزة النيل في العلوم والتكنولوجيا لعام 2013، ووسام العلوم والفنون من الطبقة الاولي 2014 .
توفي يوم الجمعة الموافق 22 من مارس عام 2019.